# Copestylum fumosum
Copestylum fumosum är en tvåvingeart som först beskrevs av Hull 1943.  Copestylum fumosum ingår i släktet Copestylum och familjen blomflugor. Inga underarter finns listade i Catalogue of Life.